# ذا بير (مسلسل تلفزيوني)
ذا بير هو مسلسل تلفزيوني كوميدي درامي أمريكي من إخراج كريستوفر ستورر. تم عرضه لأول مرة على قناة اف اكس على منصة هولو في 23 يونيو 2022،  وبطولة جيريمي ألين وايت وإيبون موس باتراش وآيو إديبيري وليونيل بويس وليزا كولون زياس وآبي إليوت. تلقى المسلسل اشادة من النقاد. في 14 يوليو 2022، تم تجديده لموسم ثانٍ.

## الحبكة
يعود طاهٍ شاب من عالم الأكل الفاخر إلى ولاية شيكاغو لإدارة متجر عائلته لساندويتشات اللحم البقري الإيطالي بعد انتحار شقيقه الأكبر، الذي ترك وراءه ديونًا ومطبخًا متهالكًا وطاقم عمل جامح.

## فريق العمل

### الشخصيات الرئيسية
- جيريمي ألين وايت بدور كارمن «كارمي» بيرزاتو، طاهي مأكولات مدينة نيويورك الحائز على جوائز، والذي يعود إلى مسقط رأسه في ولاية شيكاغو لإدارة مطعم شقيقه الراحل مايكل.
- إيبون موس باتراش بدور ريتشارد «ريتشي» جيرموفيتش، المدير التنفيذي للمطعم وصديق مايكل القديم.
- ايو ايديبري بدور سيدني أدامو، طاهٍ موهوب ولكن عديم الخبرة ينضم إلى مطعم ذا بيف كطاهي جديد تحت قيادة كارمي.
- ليونيل بويس بدور ماركوس، خباز خبز مطعم ذا بيف الذي تحول إلى طاهٍ للمعجنات، مدفوعًا بتوجيه كارمي.
- ليزا كولون-زياس في دور تينا، طاهية سليطة وعنيدة.
- آبي إليوت بدور ناتالي «شوجر» بيرزاتو، الأخت الصغرى لكارمي ومايكل والمالك الشريك المتردد لـمطعم ذا بيف.

### الشخصيات الثانوية
- إدوين لي جيبسون في دور إبراهيم، طباخ مخضرم في مطعم ذا بيف
- ماتي ماثيسون في دور نيل فاك، صديق الطفولة لكارمي ومايكل، وأحيانًا العامل الماهر في المطعم.
- خوسيه سيرفانتس في دور الملاك، غسالة أطباق في طعم ذا بيف
- أوليفر بلات بدور جيمي شيشرون، عم الأشقاء بيرزاتو والمستثمر الرئيسي في المطعم.
- كوري هندريكس في دور غاري، طباخ في المطعم
- ريتشارد إستيراس مثل ماني، غسالة أطباق في المطعم
- كريس ويتاسكي في دور بيت، زوج شوغار المطيع، الذي لا يحبه الجميع بشكل عام.

### ضيوف الشرف
- جون بيرثال بدور مايكل «ميكي» بيرزاتو شقيق كارمي وشوجر الراحل الذي انتحر برصاصة قبل أربعة أشهر من أحداث المسلسل.
- جويل ماكهيل في دور الطاهي التنفيذي القديم لكارمي في مدينة نيويورك، والذي كان غير راضي في عمله.
- ايمي مورتون بدور نانسي تشور، مفتش صحي.
- مولي رينغوالد بصفتها منسقة اجتماعات ال انون التي يحضرها كارم.

## تاريخ النشر
تم نشر مسلسل ذا بير على منصة ديزني بلس عالميًا، في كندا في 3 أغسطس 2022، و في أستراليا ونيوزيلندا في 31 أغسطس 2022،  وفي المملكة المتحدة وأيرلندا في 5 أكتوبر 2022 وفي أمريكا اللاتينية في أكتوبر 12، 2022، على منصة ستار بلس.

## الموسيقى التصويرية
أشاد النقاد بـ ذا بير بسبب الموسيقى التصويرية التي ظهرت في الثمانينيات والتسعينيات والعقد الأول من القرن الحادي والعشرين كلاسيكيات موسيقى الروك البديلة والسائدة، والتي اختارها مبدع العرض كريستوفر ستورر والمنتج التنفيذي جوش سينيور. بعض الأغاني التي تم عرضها في العرض تشمل ويلكو ومقرها شيكاغو مع فرقة سبايدرز كيدسموك)" و "امبيسيبول جيرماني" و "فيا شيكا". رايدو هيد لليت داون وفان موريسان لساينت دومنيك بريفيو وانيمال لبيرل جام، وشيكاغو لسوفجان ستيفنز، ولاست تراين هوم لجون ماير، نيو نويز لرفيوزد، وذا بريديرز وكاونتن كراوز "هاف يو سين مي لايتلي؟ "، جينسيس " ان تو ديب"، وتشيك ات اوت لجون ميلين كامب، واخيرا اوه ماي هارت لار أي ام.

## تقييم العمل

### نسبة مشاهدة الجمهور
وفقًا لمجمع البث ريل قود، كان ذا بير ثاني أكثر البرامج مشاهدة عبر جميع المنصات، خلال أسبوع 13 يوليو 2022،  البرنامج الأكثر مشاهدة خلال أسبوع 22 يوليو 2022،   والبرنامج السابع الأكثر مشاهدة خلال أسبوع 27 يوليو 2022. وفقًا لمجمع البث المباشر (جست واتش)، كان ذا بير ثاني أكثر المسلسلات التلفزيونية المتدفقة عبر جميع المنصات في الولايات المتحدة، خلال الأسبوع المنتهي في 3 يوليو 2022،  والثاني خلال الأسبوع المنتهي في 17 يوليو 2022.

### ردود النقاد
أبلغ موقع روتين توماتيز على الويب عن تصنيف الموافقة "الجديد المعتمد" بنسبة 100٪ بمتوسط تقييم 8.6 / 10، استنادًا إلى 67 مراجعة نقدية. وصف النقاد العمل بانه "شطيرة محضرة بخبرة"، ويجمع ذا بير مزيجًا مثاليًا من المكونات للحصول على الرضا الأمثل، ولحسن الحظ يحافظ على القشرة للحصول على نكهة إضافية." أعطى ميتاكريتيك للمسلسل درجة متوسطة مرجحة من 88 من أصل 100 بناءً على 24 مراجعة نقدية، مما يشير إلى "إشادة عالمية".

### الجوائز
| سنة    | جائزة                | فئة                          | مرشح        | نتيجة    | Ref.       |
| ------ | -------------------- | ---------------------------- | ----------- | -------- | ---------- |
| 2022   | جوائز جوثام          | الأداء المتميز في مسلسل جديد | أيو اديبيري | معلقة    | [ 15 ]     |
| 2022   | جوائز اختيار الجمهور | العرض المفضل لعام 2022       | ذا بير      | معلقة    | \| [15] \| |
| 2024   | جوائز إيمي           | أفضل مسلسل كوميدي            | ذا بير      | تم المنح | [ 16 ]     |
| [ 15 ] |                      |                              |             |          |            |

## روابط خارجية
- ذا بير علي اف اكس
- ذا بير على هولو
- ذا بير على موقع أي ام دي بي